# Heller Ágnes

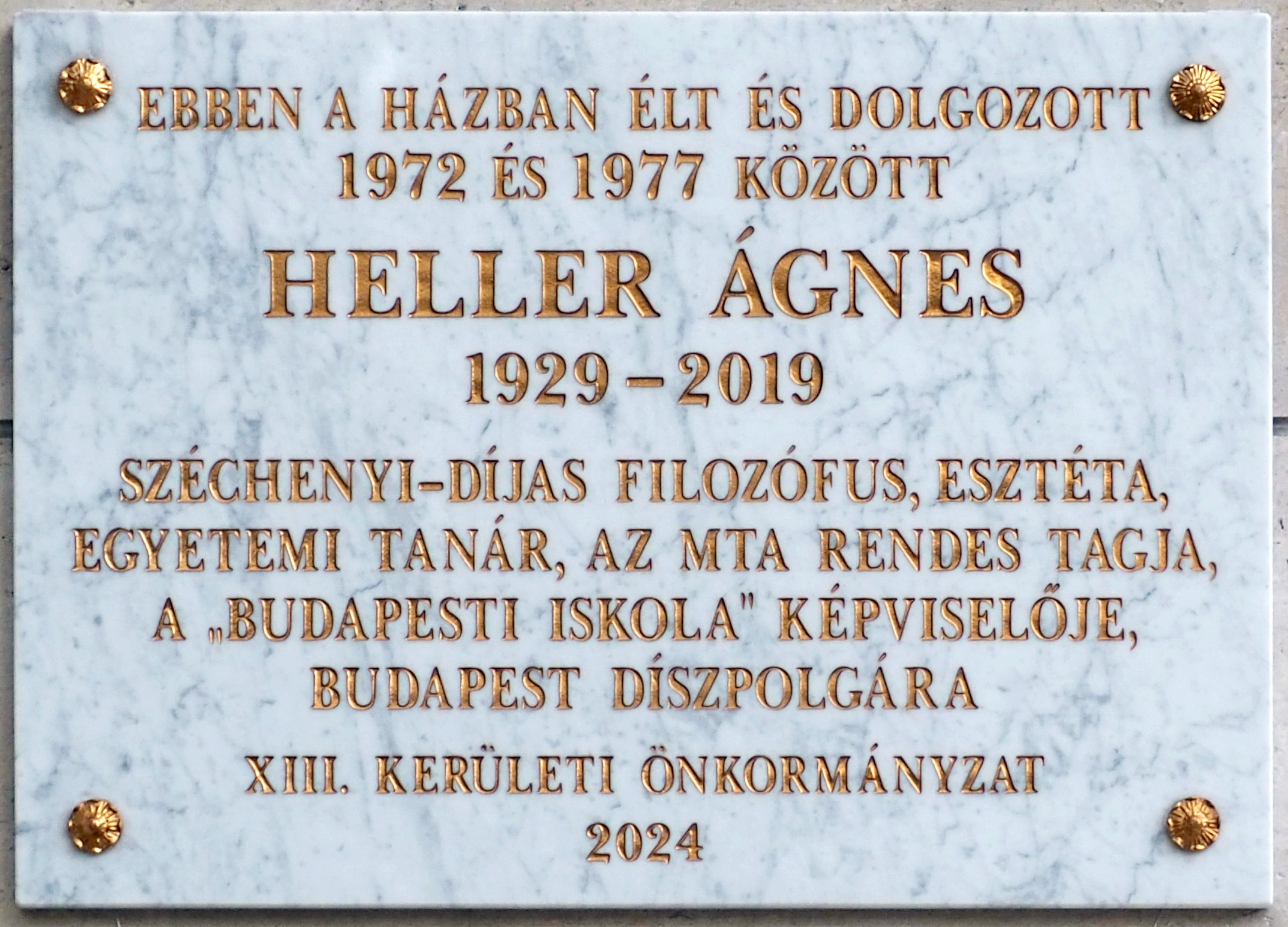
Emléktáblája egykori lakhelyén (Budapest XIII. kerület, Szent István park 26.)

Heller Ágnes (Budapest, 1929. május 12. – Balatonalmádi, 2019. július 19.) Széchenyi-díjas magyar filozófus, esztéta, egyetemi tanár, a Magyar Tudományos Akadémia rendes tagja. Fehér Ferenc filozófus özvegye, fiuk Fehér György (1964–). Első férje Hermann István volt, lányuk Hermann Zsuzsa (1952–). Kutatási területe az etika, az esztétika, a történet- és kultúrfilozófia, valamint a filozófiai antropológia kérdései voltak. A budapesti iskola egyik jelentős személyisége volt. 1986-tól 25 éven át tanított New Yorkban a New School for Social Research egyetemen.

## Élete

### Gyermekkora
Zsidó származású polgári családban született. Nagynénje Meller Rózsi, anyai nagyapján keresztül Auer Lipót távolabbi rokona, Ligeti György zeneszerző másod-unokatestvére. A szigorodó zsidótörvények ellehetetlenítették a család életét, 15 éves korában kezdődtek a deportálások, számos családtagját, barátját elveszítette; az ösztönei és a véletlenek folytán menekült meg. A háború befejeződése után Budapesten ugyan visszakapták Falk Miksa utcai lakásukat, de éhezésben és nyomorban éltek édesanyjával.
Az éhezés elől édesanyja beadta a szegedi zsidó árvaházba, s ott ismerkedett meg a cionista mozgalom képviselőivel.

### Cionista korszaka és párttagsága
A cionista mozgalomban aktív szerepet töltött be, több cionista táborban volt, és cionista tüntetéseken vett részt. Gondolkodott azon, hogy kivándorol Izraelbe, de ettől elállt. Harcolt az ellen a nézet ellen, hogy a „kommunisták a cionizmust nacionalista ideológiának tekintették.” Önéletírása szerint, melyet Kőbányai János, a Múlt és Jövő folyóirat szerkesztője riportkönyvben dolgozott fel – A bicikliző majom – két évig volt a cionista világmozgalom tagja.
A cionizmussal való szakítása jeléül is 1948-ban férjével, Hermann Istvánnal együtt belépett a kommunista pártba.

### Vallással összefüggő nézete a holokausztról
Interjúregényéből, A bicikliző majomból idézi Kőbányai János a következő filozófiai gondolatokat:
„Istent a másik oldalról sem lehet belekeverni a holocaust magyarázatába vagy értelmezésébe. Ha belekeverem: úgy kell gondolnom, hogy a holocaust Isten büntetése volt a bűneinkért. Megváltás az asszimilációtól. Ha nincs holocaust, a zsidóság eltűnik. De Isten meg akarta menteni a zsidóságot, nem elveszejteni. Azzal, hogy ránk küldte Adolf Hitlert, menekült meg a zsidóság. Ettől nem asszimilálódott egészen. Ez istenkáromlás. Amit nem lehet megmagyarázni, arról legjobb, ha hallgat az ember.”

### Tudományos tevékenysége
Felsőfokú tanulmányokat folytatott a budapesti egyetemen magyar–filozófia szakon 1947-től 1951-ig. 1951-ben nyert magyar–filozófia szakos középiskolai tanári oklevelet.
A budapesti iskola megalapítójának, Lukács Györgynek tanítványa lett az ELTE Filozófia Tanszéken. Politikai okokból mindkettőjüket eltávolították 1958-ban, 1958–1963 között Heller középiskolában tanított. 1963 és 1973 között az MTA Szociológiai Kutatócsoportban dolgozott. 1955-ben megszerezte a kandidátusi, 1968-ban pedig a filozófia tudományok doktora (DSc) fokozatot. A gondolkodás szabadságának korabeli erős korlátait nem tudta elfogadni, ezért megfosztották állásától. Pár évig fordításokat vállalt, abból tartotta fenn magát, majd 1977-ben hosszú „tanulmányútra” indult, azaz emigrációba vonult.
Tanított a berlini egyetemen, a melbourne-i La Trobe Egyetemen, a torinói egyetemen, a São Pauló-i egyetemen, végül New Yorkban (New York, New School for Social Research) kapott katedrát, 1986-ban. Ez utóbbi állását még az 1990-es évek elején is fenntartotta, de közben, 1990-től már hazajárt filozófiai előadásokat tartani a szegedi József Attila Tudományegyetemre (1994–) és a budapesti Eötvös Loránd Tudományegyetemre. 1995-ben habilitált. 1995-től 1999-ig, nyugdíjazásáig az ELTE Esztétika Tanszékén tanított. Hazajövetelekor megválasztották az MTA levelező- (1990), majd rendes (1995) tagjának. Mind a tudományos, mind a politikai és kulturális életnek aktív szereplője maradt. 2010-től professor emeritaként ismét tanított az ELTE Esztétika Tanszékén.

## Halála
2019. július 19-én a balatonalmádi strandról úszni ment, ám a parton hiába várták az ismerősei, nem tért vissza. Pár órával később a rendőrség is megerősítette a hírt, miszerint a 90 éves filozófusnő a Balatonba fulladt. Július 29-én helyezték végső nyugalomra a Kozma utcai izraelita temetőben.

## Vitatott kérdések

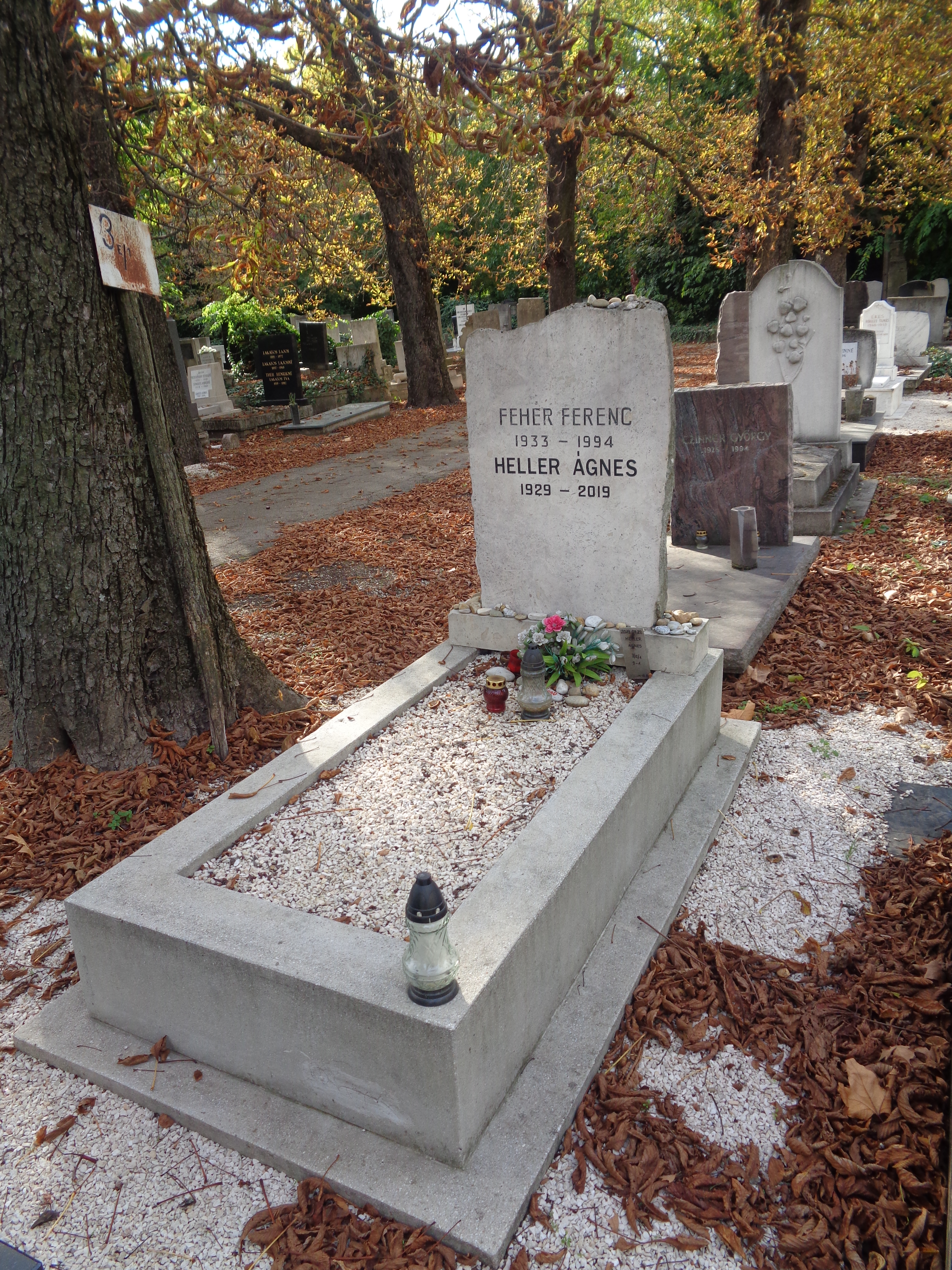
Heller Ágnes nyughelye (Kozma utcai izraelita temető)

- Az 1957-ben megjelent, Az erkölcsi normák felbomlása – Etikai kérdések Kosztolányi Dezső munkásságában című tanulmányában megbélyegezte Kosztolányi Dezső munkásságát, kimutatta benne a dekadens polgári erkölcs megnyilvánulási formáit. A hanyatló erkölcsű, dekadens, nihilista polgári osztály írójának nevezi.[16][17] Könyvével sokat ártott Kosztolányi megítélésének. Heller azonban évtizedekkel később már nem vállalta a Kádár-korszak hajnalán született művét.[18]
- Ungvári Tamás szerint Heller Ágnes korábbi marxista ideológiájától és politikai állásfoglalásaitól hiába próbál szabadulni, az akkori és a mai kor szellemében újra kiadni korábbi művét (kigyomlálva a Marx-idézeteket), nincs két Heller.  Az akkori nemzedék arroganciájának példájaként feleleveníti, hogy mindenhez értett: Arisztotelészről és klasszika-filológiai kérdésekről úgy írt, hogy nem is tudott görögül. Emiatt még az Akadémia is bírálta.[19]
- 2011 elején a Magyar Nemzet cikksorozatban foglalkozott egy korábbi, Heller témavezetésével az NKTH-hoz 57 millió forint értékben beadott pályázattal, Heller Ágnes azonban visszautasította a szerinte politikai vádakat.[20] A Magyar Filozófiai Társaság elnöksége állásfoglalásban tiltakozott a filozófusok meghurcolása ellen,[21] és több konzervatív tudós is megszólalt a szóban forgó filozófusok védelmében.[22] Az ügyben Budai Gyula elszámoltatási kormánybiztos feljelentése alapján nyomozás zajlott.[23][24][25][26][27] A nyomozást bűncselekmény hiányában 2012 májusában megszüntették.[28][29][30]
- 2011 márciusában rövid előadást tartott az Európai Parlamentben. Az előadás egy momentuma (Heller Morvai Krisztina jobbikos EP-képviselő felvetésére kijelentette,[31] hogy 2006 októberében „no one was shot, no one was tortured” – „senkit sem lőttek le, senkit sem kínoztak meg” vagy „senkit sem lőttek meg, senkit sem kínoztak meg”) a kétértelműsége miatt újabb felháborodást keltett a magyarországi közvéleményben.[32][33][34]
- A Hankiss Ágnes által a Magyar Országos Levéltárban felfedezett és közzétett levélben, amelyet Heller a Magyar Szocialista Munkáspártnak írt 1959-ben, elítélte az 1956-os „ellenforradalmat”, és helyeselte annak leverését.[35] Heller nem tagadta, hogy sor került a levél megírására, azonban kijelentette, hogy legnagyobb részét az azóta már elhunyt első férje, Hermann István hamisította.[36]

## Művei (válogatás)

### Magyarországon
- Az erkölcsi normák felbomlása – Etikai kérdések Kosztolányi Dezső munkásságában (Budapest, 1957)
- A morál szociológiája vagy A szociológia morálja; Gondolat, Bp., 1964
- Az aristotelési etika és az antik ethos (Budapest, Akadémia Kiadó, 1966)
- Társadalmi szerep és előítélet. Két tanulmány a mindennapi élet köréből; Akadémiai, Bp., 1966 (Szociológiai tanulmányok)
- A reneszánsz ember. (Budapest, Akadémiai Kiadó, 1967)
- Érték és történelem. Tanulmányok; Magvető, Bp., 1969 (Elvek és utak)
- A mindennapi élet; Akadémiai, Bp., 1970
- A szándéktól a következményig. Előadások az általános etikáról; Magvető, Bp., 1970 (Elvek és utak)
- Portrévázlatok az etika történetéből (Budapest, Gondolat Kiadó, 1976)
- Az ösztönök. Az érzelmek elmélete (Budapest, Gondolat Kiadó, 1978)
- Fehér Ferenc–Heller Ágnes: Egy forradalom üzenete. Magyarország, 1956 (Hungary 1956 revisited); szerk., jegyz. Kovács Lajos Péter, angolból ford. Nóvé Béla; Kossuth, Bp., 1989
- Az igazságosságon túl; angolból ford. Berényi Gábor; Gondolat, Bp., 1990
- Fehér Ferenc–Heller Ágnes: Jalta után. Kelet-Európa hosszú forradalma Jalta ellen; angolból ford. Botos Attila, K. Vladár Edit, Nové Béla; Kossuth, Bp., 1990
- Fehér Ferenc–Heller Ágnes–Márkus György: Diktatúra a szükségletek felett (Dictatorship over needs); angolból ford. Mezei György; Cserépfalvi, Bp., 1991 (Kontextus könyvek)
- Fehér Ferenc–Heller Ágnes: Kelet-Európa "dicsőséges forradalmai"; T-Twins, Bp., 1992
- Szilveszteri szimpózium; T-Twins, Bp., 1992
- Fehér Ferenc–Heller Ágnes: A modernitás ingája; T-Twins, Bp., 1993
- Nietzsche és a Parsifal. Prolegomena egy személyiségetikához; ford. Módos Magdolna; Századvég–Gond, Bp., 1994 (Horror metaphysicae)
- Általános etika (General ethics); angolból ford. Berényi Gábor; Cserépfalvi, Bp., 1994
- Általános etika (General ethics); 2. jav. kiad.; angolból ford. Berényi Gábor; Cserépfalvi, Bp., 1994
- Leibniz egzisztenciális metafizikája; angolból ford. Vándor Judit; Kossuth, Bp., 1995
- A szégyen hatalma. Két tanulmány / Mindennapi élet és racionalitás; ford. Módos Magdolna; Osiris, Bp., 1996 (Horror metaphysicae)
- Morálfilozófia (A philosophy of morals); angolból ford. Berényi Gábor; Cserépfalvi, Bp., 1996
- Az idegen; Múlt és Jövő, New York–Bp.–Jeruzsálem, 1997
- Életképes-e a modernitás? (Can modernity survive?); bőv. kiad.; angolból ford. Barabás András et al.; Latin Betűk, Debrecen, 1997
- Heller Ágnes–Kőbányai János: Bicikliző majom; Múlt és Jövő, Bp., 1998
- A szép fogalma; ford. Módos Magdolna; Osiris, Bp., 1998 (Horror metaphysicae)
- Költészet és gondolkodás; Múlt és Jövő, Bp., 1998
- Hagyomány és freudizmus; szerk. Heller Ágnes; Új Világ, Bp., 1998 (Európai füzetek)
- Személyiségetika (An ethics of personality); angolból ford. Módos Magdolna; Osiris, Bp., 1999
- A zsidó Jézus feltámadása; Múlt és Jövő, Bp., 2000
- Kizökkent idő. Shakespeare, a történelemfilozófus, 1-2.; ford. Módos Magdolna; Osiris, Bp., 2000 (Horror metaphysicae)
- A történelem elmélete (The theory of history); angolból ford. Tarnay László; Múlt és Jövő, Bp., 2001
- Fehér Ferenc–Heller Ágnes: Marx és a modernitás; ford. Ábrahám Zoltán et al.; Argumentum–Lukács Archívum, Bp., 2002 (Alternatívák)
- Auschwitz és Gulág; Múlt és Jövő, Bp., 2002
- Filozófiai labdajátékok; Gond-Cura Alapítvány–Palatinus, Bp., 2003 (Gutenberg tér)
- Pikareszk Auschwitz árnyékában. Négy tanulmány; Múlt és Jövő, Bp., 2003
- A "zsidókérdés" megoldhatatlansága. Mért születtem hébernek, mért nem inkább négernek?; Múlt és Jövő, Bp., 2004
- Megtestesülés. Filozófiai esszék; Csokonai, Debrecen, 2005 (Alföld könyvek)
- Ímhol vagyok. A Genezis könyvének filozófiai értelmezései; rajz. Ámos Imre; Múlt és Jövő, Bp., 2006
- Trauma; Múlt és Jövő, Bp., 2006
- A halhatatlan komédia. A komikum a művészetben, az irodalomban és az életben; ford. Módos Magdolna; Gond-Cura Alapítvány, Bp., 2007 (Gutenberg tér)
- Sámson. Erósz és Thanatosz a Bírák könyvében; Múlt és Jövő, Bp., 2007
- Visszatükrözés nélkül. Tanulmányok Lukács György, Az esztétikum sajátossága művéről; szerk. Boros János, Heller Ágnes; Brambauer, Pécs, 2007 (Lukács György újraértelmezése)
- New York-nosztalgia; Jelenkor, Pécs, 2008
- Negatív küldetés. Esszék Vajda Mihály filozófiájáról; szerk. Boros János, Heller Ágnes; Brambauer, Pécs, 2008 + DVD (Kortárs magyar filozófusok)
- Kertész Imre. Négy töredék; Múlt és Jövő, Bp., 2009
- Az érzelmek elmélete; 2. jav. kiad.; Jószöveg Műhely, Bp., 2009
- Filozófiám története; Múlt és Jövő, Bp., 2009
- A mai történelmi regény; Múlt és Jövő, Bp., 2010
- Az álom filozófiája; Múlt és Jövő, Bp., 2011
- Olvasónapló, 2012-2013; Múlt és Jövő, Bp., 2013
- Olvasónapló, 2013-2014; Múlt és Jövő, Bp., 2014
- Az önéletrajzi emlékezés filozófiája; Múlt és Jövő, Bp., 2015
- Olvasónapló, 2014-2015; Múlt és Jövő, Bp., 2015
- Olvasónapló, 2015-2016; Múlt és Jövő, Bp., 2016
- A filozófia rövid története gólyáknak; Múlt és Jövő, Bp., 2016–
- Olvasónapló, 2015-2017; Múlt és Jövő, Bp., 2017
- Olvasónapló, 2017-2018; Múlt és Jövő, Bp., 2018
- Heller Ágnes a Múlt és jövőben. 30, 90; összeáll. Kőbányai János; Múlt és Jövő, Bp., 2019
- Szabadon élni. Heller Ágnes, 1929–2019; összeáll., szerk. Kőrössi P. József és Kassai Zsigmond; Noran Libro, Bp., 2019
- Tragédia és filozófia. Párhuzamos történet; ford. Berényi Gábor; Gondolat, Bp., 2021
- [halott link]

### Külföldön megjelent művei
- Alltag und Geschichte. Zur sozialistischen Gesellschaftslehre; Luchterhand, Neuwied–Berlin, 1970
- Historia y vida cotidiana. Aportacion a la sociologia socialista; spanyolra ford. Manuel Sacristán; Grijalbo, Barcelona–Mexico, 1972 (Nueve norte)
- Hipótesis para una teoria marxista de los valores; spanyolra ford. Manuel Sacristán; Grijalbo, Barcelona, 1974 (Hipótesis)
- Hypothese über eine marxistische Theorie der Werte; Suhrkamp, Frankfurt, 1972 (Edition Suhrkamp)
- Per una teoria marxista del valore (A szándéktól a következményig); olaszra ford. Giovanni Dozzi, Elsa Fubini; Riuniti, Roma, 1974 (Nuova biblioteca di cultura)
- Sociologia della vita quotidiana (A mindennapi élet); olaszra ford. Alberto Scarponi, előszó Lukács György; Riuniti, Roma, 1975 (Nuova biblioteca di cultura)
- Kojin to kyodotai (Individuum und Gemeinschaft); japánra ford. Komino Toshitsuke, Yoshimoto Tsutomu; Hosei Dajgaku Shuppankyoku, Tokyo, 1976
- The theory of need in Marx; Allison and Busby, London, 1976 (Motive)
- La teoria dei bisogni in Marx; olaszra ford. Annamaria Morazzoni, előszó Pier Aldo Rovatti; 4. kiad.; Feltrinelli, Milano, 1977 (Il fatti e le idee, saggi e biografie Filosofia)
- Theorie der Bedürfnisse bei Marx; előszó Pier Aldo Rovatti, németre ford. Helmut Drüke; Studium der Arbeiterbewegung, Westberlin, 1976
- L'uomo del Rinascimento (A reneszánsz ember); olaszra ford. Marinella D'Alessandro; La Nuova Italia, Firenze, 1977 (Il pensiero storico)
- Instinkt, Aggression, Charakter. Einleitung zu einer marxistischen Sozialanthropologie; VSA, Hamburg–Westberlin, 1977
- Sociologia de la vida cotidiana (A mindennapi élet); spanyolra ford. José-Francisco Ivars, Enric Pérez Nadal; Peninsula, Barcelona, 1977 (Historia, sciencia, sociedad)
- Renaisance man; angolra ford. Richard E. Allen; Routledge and Kegan Paul, London–Henley–Boston, 1978
- Svakodnevni život (A mindennapi élet); szerbre ford. Olga Kostreševic; Nolit, Beograd, 1978 (Starni autori)
- La théorie des besoins chez Marx; franciára ford. Martine Morales, előszó Jean-Michel Palmier; Union Générale d'Éditions, Paris, 1978 (10-18)
- Philosophie des linken Radikalismus. Ein Bekenntnis zur Philosophie; VSA, Hamburg, 1978
- Das Alltagsleben. Versuch einer Erklärung der individuellen Reproduktion (A mindennapi élet); németre ford. Peter Kain; Suhrkamp, Frankfurt, 1978 (Edition Suhrkamp)
- Fehér Ferenc–Heller Ágnes: Le forme dell'uguaglianza. Contro l'ideologia borghese della società; olaszra ford. Laura Boella; Aut Aut, Milano, 1978
- Teorien om de menneskelige behov hos Marx; dánra ford. Efterskrift Hans-Jörgen Schanz, Hans Jörgen Thomsen; Modtryk, Aarhus, 1978
- Istinto e aggressivita. Introduzione a un'antropologia sociale marxista; olaszra ford. Laura Boella, Guido Neri, előszó Pier Aldo Rovatti; Feltrinelli, Milano, 1978 (I fatti e le idee, saggi e biografie Filosofia)
- Fehér Ferenc–Heller Ágnes: Diktatur über die Bedürfnisse. Sozialistische Kritik osteuropäischer Gesellschaftsformationen; VSA, Hamburg, 1979
- Pour une philosophie radicale; franciára ford. Suzanne Blanot; Le Sycomore, Paris, 1979 (Arguments critiques)
- A theory of feelings; angolra ford. Mario D. Fenyő; Van Gorcum, Assen, 1979 (Dialectic and society)
- On instincts; angolra ford. Mario Fenyő; Van Gorcum, Assen, 1979 (Dialectic and society)
- Per cambiare la vita; Riuniti, Roma, 1980 (Interventi)
- Instinte, agresividad y caracter. Introducción a una antropologia social marxista; spanyolra ford. José-Francisco Ivars, Carlos Moya; Peninsula, Barcelona, 1980 (Historia, ciencia, sociedad)
- Theorie der Gefühle (Az érzelmek elmélete); VSA, Hamburg, 1980
- Il simposio di San Silvestro. Il principio d'amore. Sylvester simposium; olaszra ford. Claudio Tommasi; Cappelli, Bologna, 1981 (Indiscipline)
- Fehér Ferenc–Heller Ágnes: Marxisme et démocratie. Au-dela du "socialisme réel"; franciára ford. Anna Libera, előszó Michael Löwy; Maspero, Paris, 1981 (Petite collection Maspero)
- Das Leben ändern. Radikale Bedürfnisse, Frauen und Utopie. Geschpräche mit Ferdinando Adornato; németre ford. Frank Thomas Gatter; VSA, Hamburg, 1981
- Vrednosti i potrebe; szerbre ford. Olga Kostrešević, előszó Zdravko Kučinar; Nolit, Beograd, 1981 (Filozofska biblioteka)
- Teoria della storia; Riuniti, Roma, 1982 (Nuova biblioteca di cultura)
- A theory of history; Routledge and Kegan Paul, London–Boston–Henley, 1982
- Der Mensch der Renaissance; németre ford. Hans-Henning Paetzke; Hohenheim, Köln–Maschke–Lövenich, 1982
- Fehér Ferenc–Heller Ágnes: Ungarn '56. Geschichte einer antistalinischen Revolution; németre ford. Frank Thomas Gatter; VSA, Hamburg, 1982
- Teoria de los sentimientos; spanyolra ford. Francisco Cusó; 2. kiad.; Fontamara, Barcelona, 1982 (Colección logos)
- Marukusu no yokkyu riron; japánra ford. Rachi Chikara, Omi Shunsuke; Hosei Daigaku Shuppan Kyoku, Tokyo, 1982 (Uniberushitasu)
- Fehér Ferenc–Heller Ágnes–Márkus György: Dictatorship over needs; Blackwell, Oxford, 1983
- Fehér Ferenc–Heller Ágnes: Hungary 1956 revisited he message of a revolution – a quarter of a century after; Allen and Unwin, London, 1983
- Aristóteles y el mundo antiguo; spanyolra ford. José-Francisco Yvars, Antonio-Prometeo Moya; Peninsula, Barcelona, 1983 (Historia, ciencia, sociedad)
- Lukács revalued; szerk. Heller Ágnes; Blackwell, Oxford, 1983
- Fehér Ferenc–Heller Ágnes–Márkus György: Der sowjetische Weg. Bedürfnisdiktatur und entfremdeter Alltag; németre ford. Frank Thomas Gatter; VSA, Hamburg, 1983
- Fehér Ferenc–Heller Ágnes: Osteuropa unter dem Schatten eines neuen Rapallo; Weltwirtschaft, Kiel, 1984
- Teorija istorije; szerbre ford. Zora Minderović; Rad, Beograd, 1984 (Edicija Pečat)
- Everyday life; angolra ford. G. L. Campbell; Routledge and Kegan Paul, London, 1984
- A radical philosophy; angolra ford. James Wickham; Blackwell, Oxford, 1984
- Fehér Ferenc–Heller Ágnes: Sobre el pacifismo; spanyolra ford. Juan C. Navascués Howard; Iglesias, Madrid, 1985
- The power of shame. A rational perspective; Routledge and Kegan Paul, London, 1985
- Filozofija levog radikalizma; szerbre ford. Zoran Djindjić; Mladost, Beograd, 1985 (Mala edicija ideja)
- Fehér Ferenc–Heller Ágnes: Anatomia de la izquierda occidental; spanyolra ford. Marco-Aurelio Galmarini; Peninsula, Barcelona, 1985 (Historia, ciencia, sociedad)
- Teoria de la historia; spanyolra ford. Javier Honorato; 2. kiad.; Fontamara, Barcelona 1985 (Libro historia)
- Historia y vida cotidiana. Aportación a la sociologia socialista; spanyolra ford. Manuel Sacristán; Grijalbo, México–Barcelona–Buenos Aires, 1985 (Colección enlace)
- Fehér Ferenc–Heller Ágnes: Doomsday or deterrence? On the antinuclear issue; Sharpe, Armonk–London, 1986
- Dijalog o ljubavi. Novogodisnji simpozion (Szilveszteri symposion); szerbre ford., előszó Sava Babić; Književna zajednica Novog Sada, Novi Sad, 1986 (Biblioteka Anthropos)
- Reconstructing aesthetics. Writings of the Budapest School; szerk. Heller Ágnes, Fehér Ferenc; Blackwell, Oxford, 1986
- Fehér Ferenc–Heller Ágnes: Die Linke im Osten – die Linke im Westen. Ein Beitrag zur Morphologie einer problematischen Beziehung; Project, München, 1986 (Krisen in den Systemen sowjetischen Typs. Forschungsprojekt. Studie)
- Fehér Ferenc–Heller Ágnes–Márkus György: Diktatura nad potrebama Djerdj Markus; szerbre ford. Ivan Vejvoda, előszó Jovan Teokarević; Rad, Beograd, 1986 (Pečat)
- Beyond justice; Blackwell, Oxford, 1987
- Fehér Ferenc–Heller Ágnes: Eastern left, Western left. Totalitarianism, freedom and democracy; Polity, Cambridge, 1987
- General ethics; Blackwell, Oxford–New York, 1988
- Fehér Ferenc–Heller Ágnes: The postmodern political condition; Polity, Cambridge, 1988
- A philosophy of morals. Oxford – Boston, 1990
- Más allá de la justicia. Madrid, 1990
- Can modernity survive?; University of California Press, Berkeley–Los Angeles, 1990
- Fehér Ferenc–Heller Ágnes: From Yalta to glasnost. The dismantling of Stalin's empire; Blackwell, Oxford, 1990
- Fehér Ferenc–Heller Ágnes: The grandeur and twilight of radical universalism; Transaction, New Brunswick–London, 1991
- La condizione politica postmoderna. Genova, 1992
- A philosophy of history in fragments; Blackwell, Oxford–Cambridge, 1993
- Etica generale. Bologna, 1994
- Fehér Ferenc–Heller Ágnes: Biopolitics; Avebury, Aldershot, 1994 (Public policy and social welfare)
- Fehér Ferenc–Heller Ágnes: Biopolitik; németre ford. Felix Ensslin; Campus, Frankfurt–New York, 1995 (Wohlfahrtspolitik und Sozialforschung)
- Fehér Ferenc–Heller Ágnes: Dogu Avrupa devrimleri. Totaliter toplumlardan sivil toplumlara...; törökre ford. Tarik Demirkan; YKY, Istanbul, 1995 (Cogito)
- Ist die Moderne lebensfähig?; németre ford. Felix Ensslin; Campus, Frankfurt–New York, 1995 (Wohlfahrtspolitik und Sozialforschung)
- A theory of modernity; Blackwell, Malden–Oxford 1999
- Heller Ágnes–Kőbányai János: Der Affe auf dem Fahrrad (Bicikliző majom); németre ford. Christian Polzin, Irene Rübberdt; Philo, Berlin–Wien, 1999
- The time is out of joint. Shakespeare as philosopher of history; Rowman & Littlefield, Lanham, 2002
- Kőbányai János: Ágnes Heller. Het levensverhaal van de Hongaars-joodse filosofe (Bicikliző majom); hollandra ford., jegyz. Henry Kammer; Boom, Amsterdam, 2002
- Immortal comedy. The comic phenomenon in art, literature, and life; Lexington Books, Lanham, 2005 (Lexington books)
- Fiorul evocării unor lumi ucise. Scriitori evrei moderni despre destinul evreilor din Europa centrală; románra ford. Galambos Éva, Eva Ţuţui; Hasefer, Bucureşti, 2006
- Wykłady i seminarium lubelskie; UMCS, Lublin, 2006
- La resurrección del Jesús judío; spanyolra ford. Cserháti Éva; Herder, Barcelona, 2007
- Aesthetics and modernity. Essays by Agnes Heller; szerk. John Rundell; Lexington Books–Rowman & Littlefield, Lanham, 2011 (Lexington books)
- A short history of my philosophy; Lexington Books, Lanham, 2011

### Megjelent beszélgetései
- Heller Ágnes és Jutta Hausmann disputája a Genezisről – Asztali beszélgetések...1 – Öt párbeszéd szerk.: Galambos Ádám, Budapest: Luther Kiadó, 2008
- Csepregi András, Fabiny Tamás, Heller Ágnes és Jókai Anna disputája a Honnan jövünk, kik vagyunk, hová megyünk kérdéséről – * Asztali beszélgetések...2 – A csendesség felé szerk.: Galambos Ádám, Budapest: Luther Kiadó, 2008
- Rózsa Erzsébet: Se félelem, se keserűség. Beszélgetések Heller Ágnessel; Jelenkor, Pécs, 2009
- Krízis & katarzis. Beszélgetések. Bagdy Emőke, Bihari Mihály, Bod Péter Ákos, Heller Ágnes, Illéssy János, Kéri László, Korzenszky Richárd, Lévay Miklós, Oberfrank Ferenc; riporter Erdélyi András; Harmat, Bp., 2009
- A véletlen értéke. Heller Ágnes életéről és koráról; riporter Georg Hauptfeld, ford. Bartók Imre; Noran Libro, Bp., 2019 (Heller Ágnes életműsorozat)
- Beszélgetések a baloldaliságról Heller Ágnessel és Tamás Gáspár Miklóssal; riporter Révai Gábor; Libri, Bp., 2019

## Tudományos tisztségei
- Magyar Filozófiai Szemle (Budapest) szerkesztője (1956)
- Thani Eleven (Melbourne), szerk. bizottsági tag
- A Magyar Tudományos Akadémia Tudományetikai Bizottságának és a Filozófiai és Történettudományok Osztálya Filozófiai Bizottságának tagja

## Társasági tagság (válogatás)
- Collège International de Philosophie (Párizs)
- International Society of the Sociology of Knowledge
- Société Européenne de Culture (Velence)
- Magyar Filozófiai Társaság

## Díjai, elismerései (válogatás)
- Lessing-díj, Hamburg (1981)
- Kitűnő oktató (1990)
- Hannah Arendt professor of Philosophy, Bréma, (1995)
- Széchenyi-díj (1995) – Tudományos munkássága elismeréseként
- Díszdoktor, Melbourne, (1996)
- Díszdoktor, Buenos Aires, (1997)
- A Magyar Köztársasági Érdemrend középkeresztje a csillaggal (2004)
- Európai Parlament Olasz Szekciója kitüntetése (2004)
- Firenze város kitüntetése (2004)
- Pro Scientia aranyérem (2005)
- Sonning-díj (2006)
- Hermann Cohen-díj (2007)
- Víg Monika-díj (2007)
- Mazsike Várhegyi György-díj (2007)
- Budapest díszpolgára (2008)
- Goethe-érem (2010)
- MSZP Közéleti díj (2011)
- Concordia-díj, Bécs (2012)
- Carl von Ossietzky-díj (2012)
- Díszdoktor, Innsbrucki Egyetem, (2015)
- Manès Sperber-díj (2018)[37]
- Friedrich Nietzsche-díj (posztumusz) (2019)[38]